# 伊高·尼迪爾高域治
伊高·尼迪爾高域治（1987年9月24日–），生於南斯拉夫貝爾格萊德，塞爾維亞足球運動員，司職前鋒，現時效力黑山甲組足球聯賽球會法拿莫達利。

## 球員生涯
內德伊科維奇生於南斯拉夫貝爾格萊德，於當地著名球會楚卡瑞奇基展開球員生涯，有時因其速度與盤扭技術而被領隊安排出任翼鋒，然而出道初期發展不是太如意，在楚卡瑞奇基因競爭激烈出場機會不多，到2013年轉會黑山甲組聯賽球會尼克希奇，但又再受傷患影響出場機會，其後加盟波斯尼亞乙組球會FK莫德里查，惟因球會的財政出現問題而離開。
直到在2014年外流加盟馬其頓甲組球會西列克斯，並在2014/15球季出任球隊右翼位置上陣28場錄得3球及2助攻，到2015/16球季明顯進步上陣30場錄得11球及5助攻，終到2016/17球季主力擔任球隊中鋒，更首嘗參與歐霸盃外圍賽，合共上陣35場正式賽事錄得13球與3助攻，到季尾還當選聯賽射手榜第二位，至2017年7月來港加盟港超聯球會香港飛馬，並在以1–0擊敗冠忠南區的首場聯賽，即憑十二碼取得加盟後首個入球，直到2017年11月香港飛馬與內德伊科維奇解除合約，而他於在港首季為飛馬上陣6場憑十二碼取得2球，到2018年1月他轉會黑山甲組聯賽球會法拿莫達利。

## 榮譽
西列克斯
- 馬其頓甲組聯賽射手榜 第二名（2016–17季度）

## 外部連結
- Transfermarkt （页面存档备份，存于）
- Soccerway資料庫 （页面存档备份，存于）